# Service des douanes et de la protection des frontières des États-Unis
U.S. Customs and Border Protection
Pour les articles homonymes, voir CBP.
Le Service des douanes et de la protection des frontières des États-Unis (en anglais : U.S. Customs and Border Protection ou  CBP) est une agence du département de la Sécurité intérieure des États-Unis, fondée le 1er mars 2003. Son siège actuel se situe dans le Ronald Reagan Building dans la ville de Washington, D.C.
La première mission de cette agence est d'éviter l'intrusion terroriste sur le territoire des États-Unis et l'introduction d'armes. La CBP a pour rôle également de lutter contre l'immigration illégale aux États-Unis. Cette agence s'occupe également de l'équivalent français de la douane, elle lutte contre l'introduction sur le territoire américain de drogues, de contrebande, de produit non autorisé sur le territoire, comme les produits agricoles issus de milieux tropicaux qui sont sujets à une forte surveillance pour éviter la propagation d'une contamination. Et enfin, l'agence protège également la propriété intellectuelle.

## Historique

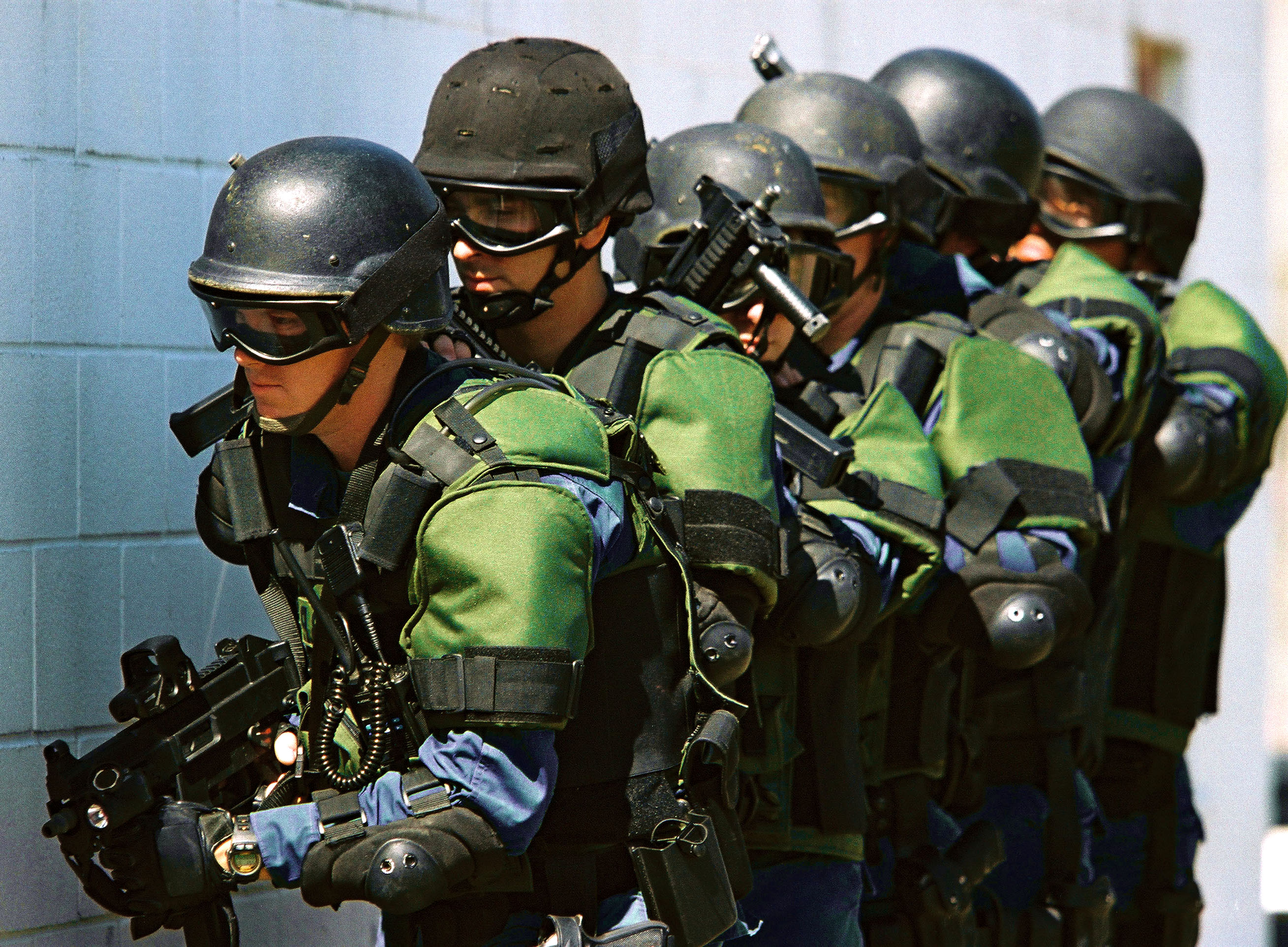
Agents du CBP équipés de HK UMP entre 2003 et 2004.

En mars 2003, le Customs Service, qui dépendait jusqu’alors du département du Trésor, est dissout pour devenir une partie de la nouvelle agence dépendant du département de la Sécurité intérieure, respectivement le Bureau of Customs and Border Protection et l’Immigration and Customs Enforcement Division au sein du CBP.
Une autre composante de la nouvelle agence, le Service de l’immigration et des naturalisations, était passé du giron du département du Travail à celui du département de la Justice par décision du président Roosevelt en 1940.
Le CBP (U.S. Customs and Border Protection) est devenu une agence officielle du département de la Sécurité intérieure le 1er mars 2003, intégrant les missions — et le personnel — du Service d’inspection sanitaire des animaux et des plantes (plus précisément les inspecteurs du PPQ (en), chargés de la lutte contre l’introduction de parasites et d’adventices), du Service de l’immigration et des naturalisations (plus précisément les inspecteurs de l’immigration ainsi que l’United States Border Patrol), et de l’agence juste dissoute United States Customs Service.

## Missions et organisation

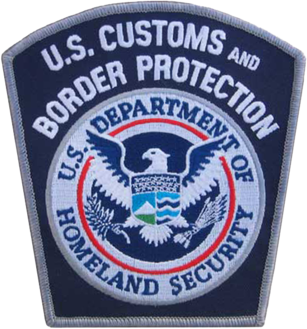
Insigne du CBP

Alors que sa mission première est de prévenir le terrorisme et l'entrée d'armes terroristes sur le territoire américain, le CBP est aussi responsable de l'arrestation des personnes cherchant à entrer illégalement aux États-Unis particulièrement  ceux ayant des antécédents criminels, de lutter contre l'entrée de drogues et d'autres produits de contrebande, de protéger l'agriculture américaines et ses intérêts économiques contre les parasites ou autres maladies nuisibles et protéger l'économie américaine contre les vols ou contrefaçons de propriété intellectuelle.
Les principaux bureaux dépendant du CBP :
- Air and Marine Operations (en) (Opérations aériennes et navales) : protection de la population et de l’infrastructure critique par des moyens aériens et maritimes coordonnés ;
- Office of Border Patrol (Bureau de la patrouille frontalière) : lutte contre l’immigration clandestine, l’entrée de terroristes ou d’armes destinées au terrorisme ;
- Office of Field Operations (en) (Bureau des opérations sur le terrain) : contrôle des personnes et des moyens de transport à l’entrée ou à la sortie des États-Unis ;
- Office of Administration (Bureau de l'administration) ;
- Office of Congressional Affairs (en) (Bureau des relations avec le Congrès) : liaison entre la CIA et le Congrès ;
- Office of Information and Technology (Bureau de l'information et de la technologie) ;
- Office of Intelligence (Bureau du renseignement) ;
- Office of Internal Affairs (Bureau des affaires internes) ;
- Office of International Affairs (Bureau des affaires internationales) ;
- Office of International Trade (Office du commerce international) ;
- Office of Human Resources Management (Bureau de la gestion des ressources humaines) ;
- Office of Public Affairs (Bureau des affaires publiques) ;
- Office of Technology Innovation and Acquisition (Bureau de l'innovation et des acquisitions en matière technologique) ;
- Office of Training and Development (Bureau de la formation et du développement).

## Effectifs
Les effectifs de l'agence connaissent une croissance exponentielle dans les années 2000 passant d'environ 9 000 agents en 2001, à plus de 13 000 en 2007, et plus de 18 000 agents en 2008.
Pour l'année fiscale 2009, le personnel global est de 57 519 employés dont 21 294 officiers, 20 119 agents de patrouille et 2 394 spécialistes de l'agriculture.
En 2025, l'effectif autorisé est de 65 620 employés.

## Armement
L'arme de service  actuelle des douaniers américains est le PA HK P2000 (calibre .40 S&W).

## Matériel
Sa flotte aérienne a reçu 14 Lockheed P-3 Orion en 2010. 
En 2023, elle dispose d'une centaine d'hélicoptères Airbus Helicopters H125.
Le service compte plus de 220 bateaux et plusieurs milliers de véhicules.

## Résultats
Durant l'année 2009, l'UCB a saisi près de 680 tonnes de stupéfiants, 1,5 million de viande interdite, matières végétales ou produits d'origine animale, y compris 166 727 parasites de l'agriculture et arrêté 38 964 suspects criminels et 556 041 immigrés clandestins (723 825 durant l'année fiscale 2008).

## Problèmes
Le moral des employés de cette agence est dans une enquête de 2006 le plus bas des 37 agences fédérales concernées par suite du surmenage et d'une mauvaise gestion du travail. Une moyenne de 71 officiers quittent le service toutes les deux semaines en 2007 selon la Government Accountability Office.
Le nombre d'enquêtes pour corruption dans cette agence a augmenté, passant de 245 en 2006 à environ 770 en 2010.  L'une des racines du problème provient de l'accélération soutenue du rythme d'embauche de gardes-frontières. L'urgence pousserait à recruter à la hâte, sans vérifier le passé des candidats avec l'attention nécessaire.